# Mexico (album)
Pour les articles homonymes, voir Mexico (homonymie).
Albums de Jean Leclerc / Jean Leloup
La Vallée des réputations
(2002) Mille excuses milady
(2009)
Singles
1. Mexico
Sortie : 1er août 2006
2. Tangerine
Sortie : 19 septembre 2006

Mexico est le sixième album studio de Jean Leloup – paru sous son nom civil de Jean Leclerc – sorti le 19 septembre 2006 sur le label Le Roi Ponpon.

## Historique
Après la mort organisée du personnage scènique de Jean Leloup le 19 décembre 2003 lors d'un concert donné à Saint-Jean-sur-Richelieu,, Jean Leclerc décide de travailler sous son nom réel, dans un premier temps au sein du groupe Porn Flakes puis comme écrivain publiant un roman, Noir destin que le mien, sous le nom de Massoud El Rachid.
Lié à aucun contrat avec une maison de disque, Jean Leclerc écrit durant trois ans de nouvelles chansons qu'il joue et enregistre seul. Il fait paraître le premier titre, Mexico, le 1er août 2006 avant de publier son album complet, entièrement réalisé par lui-même, le 19 septembre 2006 sur son propre label Le Roi Ponpon.
Le disque rencontre le succès auprès du public qui en achète environ 60 000 exemplaires durant les six mois suivant sa parution.

## Liste des titres de l'album
1. Ice Cream – 2 min 30 s
2. Mexico – 3 min 34 s
3. Le Malheur – 3 min 39 s
4. Personne I – 1 min 45 s
5. Personne II – 4 min 11 s
6. Tangerine – 2 min 47 s
7. L'Innocence de l'âme – 2 min 50 s
8. Horrible Fool – 3 min 30 s
9. La Mygale jaune I – 1 min 01 s
10. Les Amours mortes – 2 min 00 s
11. Tangerine 444 – 2 min 47 s
12. Cowboy Groove – 2 min 26 s
13. Everybody Wants to Leave – 4 min 57 s
14. L'Église – 2 min 14 s
15. La Mygale jaune II – 2 min 03 s
16. Jarneton et Gringoire – 3 min 58 s
17. No Money No Home – 4 min 20 s

## Musiciens
- Jean Leclerc : tous les instruments
- Jean Leclerc, Nicolas Bérubé, Anthony Ayotte, Don Murnaghan, Marilou David Corbeil, Esther Gaudette, Fabiana Leclerc, Dave Sturton : chœurs

## Accueil de la critique
Le Devoir salue la détermination de Jean Leclerc à « redevenir lui-même » en réalisant intégralement un album qualifié de « brut, vrai, intense » notant toutefois que le prix de cette liberté voulue « frôle ici et là le n'importe quoi » mais aboutissant à « un disque absolument fascinant et réjouissant ». Pour le journal Voir il s'agit d'un « disque marrant et cruel [...] généreux (17 titres!) et authentique [...] offrant une pop plus imprévisible, tordue de belles trouvailles comme les Mygales jaunes ».

## Distinctions
- Prix Félix 2007 (ADISQ)[7] :
  - Prix de l'« Album alternatif de l'année »
  - Nomination à la « Chanson populaire de l'année » pour Tangerine